# Tennistoernooi van Tokio 2007
|                                           |  |                                     |
| Virginie Razzano, winnares bij de vrouwen |  | David Ferrer, winnaar bij de mannen |

Het tennistoernooi van Tokio van 2007 werd van 1 tot en met 7 oktober 2007 gespeeld op de hardcourtbanen van het Ariake Tennis Forest Park (met overdekt center court genaamd Ariake Colosseum) in de Japanse hoofdstad Tokio. De officiële naam van het toernooi was AIG Japan Open.
Het toernooi bestond uit twee delen:
- WTA-toernooi van Japan 2007, het toernooi voor de vrouwen
- ATP-toernooi van Tokio 2007, het toernooi voor de mannen

ATP-toernooi van Tokio‎ – WTA-toernooi van Tokio

2000 · 
2001 · 
2002 · 
2003 · 
2004 · 
2005 · 
2006 · 
2007 · 
2008 · 
2009 · 
2010 · 
2011 · 
2012 · 
2013 · 
2014 · 
2015 · 
2016 · 
2017